# Podocarpus atjehensis
Podocarpus atjehensis är en barrträdart som först beskrevs av Jacob Wasscher, och fick sitt nu gällande namn av De Laub. och John Silba. Podocarpus atjehensis ingår i släktet Podocarpus och familjen Podocarpaceae. IUCN kategoriserar arten globalt som nära hotad. Inga underarter finns listade i Catalogue of Life.